# Herophila tristis
Herophila tristis is een keversoort uit de familie van de boktorren (Cerambycidae). De wetenschappelijke naam van de soort werd  gepubliceerd in 1767 door Linnaeus.